# Мишпатим (недельная глава)
Недельная глава «Мишпатим» («Мишпотим», ивр. מִשְׁפָּטִים‎ — «Законы …»)
Одна из 54 недельных глав — отрывков, на которые разбит текст Пятикнижия (Хумаша).
Глава «Мишпатим» — восемнадцатая по счету глава Торы и шестая по счету глава книги «Шмот». Имя своё, как и все главы, получила по первым значимым словам текста (ве-эле мишпатим  — «И вот законы…»). В состав главы входят стихи (ивр., мн. ч. — псуким) с 21:1 по 24:18.

## Краткое содержание главы
После Откровения на Синае Бог заповедует народу Израиля серию законов.
- Законы, защищающие личность (стихи 21:1-21:32): законы о рабе-еврее; наказания за убийство, похищение, насилие и воровство. (См. также принцип Око за око)
- Законы о материальном ущербе (стихи 21:33-22:14): законы гражданского права о возмещении ущербов, предоставлении займов, ответственности за вверенное имущество; правила, обеспечивающие справедливое судопроизводство.
- Законы, остерегающие против притеснения пришельцев (стихи 22:15-23:33)
- Законы соблюдения сезонных праздников и приношения плодов урожая в Иерусалимский Храм (стихи 24:1-24:18)
- Запрет смешения мясного с молочным и заповедь о молитве.

В общей сложности глава «Мишпатим» содержит 53 заповеди — 23 предписания и 30 запретов.
Бог дает обещание привести народ Израиля в Святую Землю и запрещает им перенимать языческие обычаи её нынешних обитателей.

## Дополнительные факты
Глава «Мишпатим» содержит 53 заповеди. Между псуким 22:26 и 22:27 находится середина книги «Шмот» (по количеству псуким)
Глава разделена на семь отрывков (на иврите — алиёт), которые прочитываются в каждый из дней недели, с тем, чтобы в течение недели прочесть всю главу
- В воскресенье читают псуким с 21:1 по 21:19
- В понедельник читают псуким с 21:20 по 22:3
- Во вторник читают псуким с 22:4 по 22:26
- В среду читают псуким с 22:27 по 23:5
- В четверг читают псуким с 23:6 по 23:19
- В пятницу читают псуким с 23:20 по 23:25
- В субботу читают псуким с 23:26 по 24:18

В понедельник и четверг во время утренней молитвы в синагогах публично читают отрывки из соответствующей недельной главы. Для главы «Мишпатим» это псуким с 21:1 до 21:19
В субботу, после недельной главы читается дополнительный отрывок афтара — отрывок из книги пророка Йермияѓу, глава 34:8-34:22, 35:25-26.